# Ceraclea litania
Ceraclea litania là một loài Trichoptera trong họ Leptoceridae. Chúng phân bố ở miền Cổ bắc.